# Virginia Foxx
Pour les articles homonymes, voir Foxx.
Virginia Foxx, née Palmieri le 29 juin 1943 à New York, est une femme politique américaine, membre du Parti républicain et élue de la Caroline du Nord à la Chambre des représentants des États-Unis depuis 2005.

## Biographie

### Jeunesse et carrière dans l'éducation
Virginia Foxx naît à New York et grandit dans les Appalaches. Après des études à l'université de Caroline du Nord à Chapel Hill, dont elle sort diplômée en 1972, elle devient enseignante au sein du Caldwell Community College & Technical Institute (en). Candidate malheureuse au conseil de l'éducation du comté de Watauga en 1974, elle y est élue de 1976 à 1988.
Elle enseigne par la suite à l'université d'État des Appalaches, avant de devenir vice-doyenne de l'institution. Après avoir obtenu un doctorat en éducation de l'université de Caroline du Nord à Greensboro, elle prend en 1987 la présidence du Mayland Community College (en) à Spruce Pine. Elle possède également une entreprise d'horticulture et de paysagisme.

### Carrière politique
Elle est élue au Sénat de Caroline du Nord en 1994. Dix ans plus tard, elle se présente à la Chambre des représentants des États-Unis dans le 5e district de Caroline du Nord. Le républicain sortant, Richard Burr, est candidat au Sénat. Foxx arrive deuxième du premier tour de la primaire républicaine avec 22 % des voix, derrière le conseiller municipal de Winston-Salem Vernon Robinson (24 %). Elle remporte le second tour avec 55 % des suffrages. Elle devient alors largement favorite dans un district ayant voté à 67 % pour George W. Bush en 2000. Elle est élue représentante avec 58,8 % des voix face au démocrate Jim Harrell.
Elle est depuis réélue tous les deux ans avec un score compris entre 57 et 61 % des voix (à l'exception de la « vague républicaine » de 2010 qui lui permet de rassembler 65,9 % des voix).
Depuis le 112e congrès, elle préside la sous-commission sur l'enseignement supérieur.

## Positions politiques
Virginia Foxx se classe parmi les élus les plus conservateurs de la Chambre des représentants. Elle souhaite notamment réduire le rôle du gouvernement fédéral dans l'éducation, voire supprimer le département de l'Éducation des États-Unis.